# 茲拉塔爾
茲拉塔爾是克羅地亞的城鎮，位於該國北部，距離首都薩格勒布32公里，由克拉皮納-扎戈列縣負責管轄，面積75.78平方公里，海拔高度183米，2001年人口6,506。

## 外部連結
- 官方网站